# Bruce Bagemihl
Bruce Bagemihl (* 1962) ist ein kanadischer Biologe, Linguist und Autor.

## Leben
Es findet sich kein Nachweis, dass Bruce Bagemihl Biologie studierte. Bagemihl studierte Kognitionswissenschaft und erreichte in Linguistik 1988 einen Ph.D. an der University of British Columbia.
An seiner Alma Mater lehrte er Linguistik und Kognitionswissenschaft.
Bagemihl veröffentlichte unter anderem 1999 das Buch Biological Exuberance: Animal Homosexuality and Natural Diversity. In diesem Buch schildert Bagemihl homosexuelles und bisexuelles Verhalten als Normalität unter Tieren in der Natur.
Infolge der Arbeiten von Bagemihl und Joan Roughgarden wurde die internationale Ausstellung Against Nature? in Oslo gestartet. Gegenstand der Ausstellung ist das Auftreten und die Funktion der Homosexualität unter Tieren. Damit ist sie die erste Ausstellung dieser Art.